# Crotalaria maypurensis
Crotalaria maypurensis är en ärtväxtart som beskrevs av Carl Sigismund Kunth. Crotalaria maypurensis ingår i släktet sunnhampor, och familjen ärtväxter.

## Underarter
Arten delas in i följande underarter:
- C. m. depauperata
- C. m. maypurensis